# Wooyoungmi
WOOYOUNGMI est une marque de prêt-à-porter sud-coréen fondée en 2002 par Youngmi Woo, également connue sous le nom de Madame Woo.
Membre de la Chambre Syndicale de la Mode Masculine avec deux collections de prêt-à-porter par an, WOOYOUNGMI fait partie du calendrier officiel de la mode masculine depuis ses débuts. Bien qu'il s'agisse à l'origine d'une marque exclusivement masculine, WOOYOUNGMI a lancé sa première collection féminine - présentée en même temps que la collection masculine - en 2020.
Connue pour ses coupes épurées et ses détails subtils, WOOYOUNGMI produit également de la maroquinerie, des accessoires et des bijoux. Son logo carré, toujours présent sur la nuque en métal, s'inspire d'un cadre photo.
La marque est aujourd'hui présente dans 45 marchés (20 pays au total) avec des boutiques vaisseaux amiraux à Paris et Séoul.

## Historique
Entre 1978 et 1982, la styliste Youngmi Woo étudie la mode à l'université Sungkyunkwan de Séoul. Après avoir obtenu son diplôme, elle est sélectionnée pour représenter la Corée au concours international de mode d'Osaka en 1983, où elle remporte la troisième place.
Madame Woo travaille ensuite dans la mode féminine pendant six ans, avant de décider de se lancer dans la mode masculine et de créer sa propre marque. En 1988, elle lance sa première marque - Solid Homme - à Séoul, rejointe par sa jeune sœur Woo Janghee, qui vient d'obtenir un diplôme en beaux-arts. Cette initiative fait de Madame Woo la première créatrice du pays à proposer du prêt-à-porter masculin. Ses créations minimalistes et épurées, inspirées des "vêtements pour [l']homme idéal", reflètent également un changement par rapport au style encore conservateur de la mode masculine en Corée à l'époque.
Douze ans plus tard, en 2002, Madame Woo a fondé sa marque éponyme WOOYOUNGMI à Paris, en France, inaugurée lors de la Semaine de la mode de Paris. Quatre ans après son lancement, WOOYOUNGMI a ouvert sa première boutique dans le quartier du Marais à Paris. Un studio de création basé à Paris a ensuite été créé en 2009, soutenu à l'étranger par le studio de création de Séoul.
En octobre 2010, WOOYOUNGMI a organisé un événement spécial de collecte de fonds avec le grand magasin londonien Selfridges, intitulé "My Coat, My Gift" (Mon manteau, mon cadeau). Tout en célébrant le manteau n° 51, le plus vendu de la marque, l'événement a également permis de soutenir l'association caritative locale Art Against Knives et a invité cinq créatifs en herbe (Gary Card, David Hellqvist, Steve Salter, Reece Crisp et Jordan Askill) à réaliser leur propre version du manteau classique.
En 2011, WOOYOUNGMI devient membre officiel de la Chambre Syndicale de la Mode Masculine. L'année suivante, en 2012, la marque commémore son dixième anniversaire avec l'exposition "WOOYOUNGMI Repository: 10 ans de création" au Manmade Wooyoungmi, le premier magasin vaisseau amiral de la marque ouvert au début du mois de mai. Espace fusionnant art, mode et culture, Manmade Wooyoungmi a également rendu hommage à l'histoire de la marque, érigée dans le même bâtiment qui abritait autrefois Solid Homme ainsi que Design Allée, une société de design fondée par les sœurs aînée et cadette de Madame Woo, Kyungmi Woo et Hyunmi Woo.
L'année 2013 marque l'ouverture de la deuxième boutique phare de WOOYOUNGMI, dans le 3e arrondissement de Paris. L'année suivante, Madame Woo est incluse dans le BoF (Business of Fashion) 500, un index de personnes reconnues pour avoir façonné l'industrie mondiale de la mode. Selon le Korean Herald, "Wooyoungmi est devenu un acteur majeur de l'industrie de la mode : "Wooyoungmi est devenu la marque indépendante coréenne de vêtements pour hommes qui connaît le plus de succès".
En 2021, Wooyoungmi a réalisé les meilleures ventes de vêtements pour hommes dans le grand magasin de luxe parisien Le Bon Marché, où la marque est entrée en 2008. Bien que de nombreuses marques aient été affectées négativement par COVID-19, les ventes de WOOYOUNGMI ont augmenté au cours de l'année 2021 pour atteindre l'équivalent de 46 millions de dollars, soit une hausse de 8 % par rapport à 2019.

## Société
WOOYOUNGMI appartient à la société coréenne Solid Corporation, créée en 1988. Cette entreprise de mode privée détient à la fois WOOYOUNGMI et SOLID HOMME, deux marques de prêt-à-porter masculin qui se distinguent par leur ciblage, leur segmentation et leur positionnement. Dirigée par Madame Woo en tant que PDG, l'entreprise est restée familiale jusqu'à aujourd'hui.

## Directrice Artistique
2018 ~ présent : Woo Youngmi
2017 ~ 2018 : Katie Chung
2014 ~ 2017 : Woo Youngmi & Katie Chung
2002 ~ 2014 : Woo Youngmi & Woo Janghee

## Collaborations

### Art
Entre 2012 et 2016, WOOYOUNGMI a collaboré avec des artistes coréens et internationaux pour ses campagnes mondiales.
- Printemps-Été 2012 - Collaboration avec l'artiste LEE SONG : Mind Games[15]

Autour de la ville. 2011. Huile sur toile. 162,1 x 130,3 cm.
Adieu. 2012. Huile sur toile.
Voir la mer. 2012. Huile sur toile.
- Automne-Hiver 2012 - Collaboration avec l'artiste Clemens Krauss : Concepts d'isolement[17]

Rire et valeur. 2012. Huile sur toile. 190 x 140 cm.
- Printemps-Été 2013 - Collaboration avec l'artiste Osang Gwon : MASSPATTERNS[18]

Nuages pattern. 2012. C-print, mixed media. 220 x 63 x 50 cm.
Motif aztèque. 2012. Impression numérique, techniques mixtes. 217 x 135 x 83 cm.
- Automne-Hiver 2013 - Collaboration avec l'artiste Michael Johansson : Ensemble[19]

Tour. 2013. Sacs, boîtes, objets ordinaires et tissus Wooyoungmi. 47 x 47 x 110 cm.
Tube. 2013. Sacs d'appareil photo, Lego, boîtes, objets ordinaires et tissus Wooyoungmi. 36 x 36 x 81 cm.
Cube. 2013. Sacs, boîtes, objets ordinaires et tissus Wooyoungmi. 75 x 75 x 75 cm.
- Printemps-Été 2014 - Collaboration avec l'artiste Kyungwoo Han[20]

Fenêtre sur Loci, 2013. Impression numérique. 150 x 112 cm.
- Automne-Hiver 2014 - Collaboration avec le duo d'artistes Guerra de la Paz (Alain Guerra et Neraldo de la Paz)[21]

Homme d'art. 2014. Vêtements et chaussures WOOYOUNGMI, mannequins, silicone, acier.
- Printemps-Été 2015 - Collaboration avec l'artiste Christoph Schmidberger[22]

Le retour. 2015. Huile sur panneau. 53 x 83 cm.
- Printemps - Été 2016 - Collaboration avec l'artiste Matthias Kiss[23]

Hors du temps. 2016. Technique dorure à la feuille/ or blanc / platiné / palladium crédit.

### Mode
Printemps-Été 2018 - Collaboration VANS X WOOYOUNGMI
En 2018, WOOYOUNGMI et Vault by Vans ont lancé une collaboration spéciale sur la Vans OG Slip-On Lux. S'inspirant du film culte Lords of Dogtown (2005) de Catherine Hardwick - qui rend hommage aux jeunes skaters de Venice Beach Tony Alva, Jay Adams et Stacey Peralta - la sneaker sans lacets est sortie en deux couleurs, avec un imprimé paisley sur la semelle qui rappelle les bandanas des skaters portés au début des années 70.

### Autres
Samsung Galaxy Z Fold 3 & Z Flip 3 "Wooyoungmi Edition"
En 2021, WOOYOUNGMI a collaboré avec Samsung Electronics pour produire des accessoires en édition limitée pour les derniers modèles de smartphones de la société : Galaxy Z Fold 3 et Galaxy Z Flip 3.

## Points de vente

### Concept
"The Gallery" est un concept global de vente au détail développé par la marque pour ses magasins et ses espaces de vente au détail internationaux. Le concept "The Gallery" a été dévoilé pour la première fois lors de l'ouverture de Manmade Wooyoungmi en 2012, le magasin vaisseau amiral de cinq étages de la marque situé dans le quartier de la mode luxe de Dosan Park à Séoul. Avec une place, un café et un espace d'exposition au rez-de-chaussée, les collections de la marque sont exposées aux étages supérieurs dans des cadres et des vitrines en bois, dans le style classique d'une galerie.
Le deuxième magasin vaisseau amiral de la marque a été ouvert à Paris en 2013, rue Saint Claude, dans le Marais. Pour refléter le quartier, l'intérieur - conçu par le cabinet d'architecture Abstrakt Architecture - a été conçu pour ressembler à une galerie moderne, avec des cadres en laiton poli bordant des alcôves rectangulaires abritant les vêtements.
Les deux magasins vaisseaux amiraux ont accueilli des expositions d'art dans le cadre du "WOOYOUNGMI Artist Collaboration Project". La vision de la marque en matière de vente au détail s'étend aux grands magasins du monde entier, où ses boutiques sont souvent reconnaissables à l'utilisation de marbre noir Marquina, de marbre blanc, de laiton et de cadres de peinture.

### Boutiques
WOOYOUNGMI est présent dans 45 villes d'Asie, d'Europe, d'Amérique du Nord et d'Australie, dans des magasins de luxe tels que Le Bon Marché, Selfridges et Ssense.
Magasins vaisseaux amiraux / Flagship stores : 2 (Manmade Seoul, WOOYOUNGMI Paris Boutique)
Distributeurs dans le monde entier : 45
ASIE : Chine (Assemble by Reel, Galeries Lafayette, Lane Crawford, SKP, JD.com, SND, Joyce, Lux Emporium, XC273), Hong Kong S.A.R. (Harvey Nichols, Lane Crawford), Malaisie (Bluebell), Singapour (Club 21), Taïwan (Ne.Sense), Japon (Basement, Zozovilla).
EUROPE : Royaume-Uni (Harrods, Liberty, Harvey Nichols, Coggles, End Clothing, Matchesnds (Ekademe), Italie (Impact, Antonia), Suisse (Opia), Turquie (BeymenEAS : Qatar (Galeries Lafayette), EAU (Harvey NiNE : Matchesfashion, End-clothing, Ssense.